# ستيلا ويفر
ستيلا ويفر (بالإنجليزية: Stella Weaver)‏ هي ممثلة أمريكية، ولدت في 1856، وتوفيت في 3 يونيو 1936.

## وصلات خارجية
- ستيلا ويفر على موقع قاعدة بيانات برودواي على الإنترنت (الإنجليزية)